# Stabilizator (elektronika)
Stabilizator – układ elektroniczny, którego zadaniem jest utrzymywanie na wyjściu stałego napięcia (stabilizator napięcia) lub prądu (stabilizator prądu) niezależnie od wahań napięcia zasilającego i od zmian obciążenia układu. Istnieją stabilizatory napięcia (prądu) stałego oraz stabilizatory napięcia (prądu) przemiennego. W praktyce stabilizatory prądu buduje się w oparciu o stabilizatory napięcia.
W stabilizatorach stosowane są zwykle obwody ujemnego sprzężenia zwrotnego, w których następuje porównanie napięcia wyjściowego z wzorcowym źródłem napięcia o dużej stałości. W wyniku porównania powstaje sygnał sterujący, który wpływa na element regulacyjny tak, aby przeciwdziałać niepożądanym zmianom napięcia na wyjściu.
Stabilizatory dzielą się na dwie grupy: stabilizatory liniowe (o regulacji ciągłej) i stabilizatory impulsowe.

## Stabilizatory liniowe napięcia (prądu) stałego

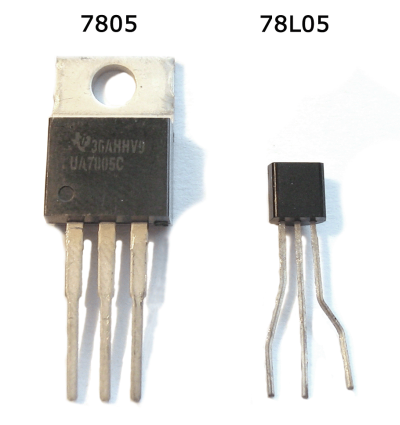
Stabilizatory liniowe na napięcie 5 V: po lewej 7805 (obudowa TO-220, I_{out} = 1 A), po prawej 78L05 (obudowa TO-92, I_{out} = 100 mA)

Początkowo stosowane były stabilizatory liniowe oparte na elementach dyskretnych (lampy, diody Zenera, tranzystory). Z czasem wyparły je stabilizatory w postaci układów scalonych, charakteryzujące się lepszymi parametrami. Praktycznie wszystkie produkowane stabilizatory liniowe mają wbudowane obwody ograniczające prąd wyjściowy podczas przeciążenia, a także przy nadmiernym wzroście temperatury struktury krzemowej.
Stabilizatory liniowe można podzielić na cztery grupy:
- stabilizatory napięć dodatnich o ustalonym napięciu,
- stabilizatory napięć ujemnych o ustalonym napięciu,
- stabilizatory napięć dodatnich o napięciu ustalanym przez użytkownika,
- stabilizatory napięć ujemnych o napięciu ustalanym przez użytkownika.

Większość stabilizatorów liniowych jest budowana w formie układów trzykońcówkowych. Nie używa się już w popularnym sprzęcie stabilizatorów w drogich, metalowych obudowach TO-3, a tylko w plastikowych TO-220 i TO-92. Na schematach elektronicznych wejście stabilizatora jest oznaczane INPUT, IN lub I, wyjście – OUTPUT, OUT lub O, a masa – GROUND lub GND. W przypadku stabilizatorów o napięciu ustalanym przez użytkownika zamiast masy występuje wejście sterujące – ADJUST lub ADJ.
Najpopularniejsze stabilizatory napięć dodatnich pochodzą z serii 78XX, a napięć ujemnych – 79XX, gdzie dwie ostatnie cyfry określają napięcie wyjściowe. W środku oznaczenia może pojawić się dodatkowa litera informująca o maksymalnym prądzie pracy: L – 0,1 A, M – 0,5 A, bez litery – 1 A lub 1,5 A, S – 2 A, T – 3 A. Przykładowo LM78L05 ma napięcie wyjściowe 5 V i prąd do 0,1 A, a LM79M15 – napięcie −15 V i prąd 0,5 A. Stabilizatory serii 78XX są produkowane na maksymalnie 24 V, i analogicznie seria 79XX na maksymalnie −24 V, więc większe liczby są wykorzystywane do oznaczania napięcia wyjściowego, z częścią dziesiętną np. stabilizator 7852 ma napięcie 5,2 V, a 7885 – 8,5 V.
Wśród stabilizatorów o napięciu dobieranym przez użytkownika używane są układy LM317 (napięcia dodatnie) i LM337 (napięcia ujemne).

### Parametry

Zasilacz transformatorowy ze stabilizatorem liniowym. Na wejściu i wyjściu stabilizatora znajdują się kondensatory filtrujące napięcie wejściowe oraz przeciwdziałające wzbudzeniu się układu

Schemat prostego stabilizatora o zadanym napięciu

Schemat prostego stabilizatora o regulowanym napięciu

Najważniejsze parametry stabilizatorów liniowych to:
- Nominalne napięcie wyjściowe Uout i jego tolerancja (maksymalnie 5%, ale zwykle mniej)[2].
- Maksymalny prąd wyjściowy Iout. Każdy stabilizator zawiera obwody ograniczające prąd do pewnej ustalonej wartości, zwykle z zakresu od 100 mA do 10 A[2]. Podawany w katalogach prąd wyjściowy jest wartością umowną. W rzeczywistości maksymalny prąd może być inny: zdecydowanie większy przy niskich temperaturach struktury, a niższy przy dużych napięciach pomiędzy wejściem a wyjściem[2].
- Zakres dopuszczalnych zmian napięcia wejściowego od Uinmin do Uinmax.
- Minimalny spadek napięcia pomiędzy wyjściem a wejściem stabilizatora, potrzebny do właściwej stabilizacji napięcia wyjściowego (ang. dropout voltage), oznaczany UDO. Przy projektowaniu układu trzeba zwrócić uwagę, że w najgorszych warunkach pracy, czyli przy obniżonym o 10% napięciu sieci energetycznej i maksymalnym prądzie obciążenia, chwilowe napięcie na wejściu stabilizatora musi być wyższe od wymaganego napięcia wyjściowego co najmniej o wartość UDO. Jeśli napięcie wejściowe zbytnio się obniży, stabilizator przestanie spełniać swoje zadanie i na jego wyjściu pojawiać się będzie napięcie niższe od zakładanego, co przy zasilaniu napięciem z tętnieniem odpowiada występowaniu tętnieniu na wyjściu, które może być równe tętnieniom na wejściu[2]. Można przyjąć, że dla większości stabilizatorów napięcie UDO wynosi 3 V[2].
Istnieje też specjalny rodzaj stabilizatorów, oznaczanych w katalogach LDO (ang. Low Drop Out), które mogą pracować przy napięciu UDO rzędu 0,2...1 V (np. układy serii LM2940, LM3940, LM78D, TS4274, LD1085, LF00AB, KA378, LM1086, L4940).
- Współczynnik stabilizacji napięciowej (ang. line regulation), który jest wyrażony jako stosunek zmiany napięcia wyjściowego do zmiany napięcia wejściowego: {\displaystyle S_{U}={\frac {\Delta U_{out}}{\Delta U_{in}}}.} Im mniejsza jego wartość, tym lepiej[1]. Niekiedy podaje się pokrewny parametr – tłumienie tętnień (100...120 Hz) wyrażane w decybelach[2].
- Współczynnik stabilizacji prądowej (ang. load regulation), który jest wyrażony jako stosunek zmiany prądu wyjściowego do zmiany prądu wejściowego. Im mniejsza jego wartość, tym lepiej.
- Rezystancja wyjściowa, określona wzorem: {\displaystyle R_{wy}={\frac {\Delta U_{out}}{\Delta I_{out}}}}[1]. Rezystancja wyjściowa stabilizatorów z rodziny 78XX dla częstotliwości poniżej 1 kHz wynosi zazwyczaj kilkadziesiąt miliomów lub mniej. Oznacza to, że przy zmianie prądu o 1 A napięcie obniży się nie więcej niż o kilkadziesiąt miliwoltów[2].
- Moc strat – jest to maksymalna moc, która może być rozproszona przez stabilizator w postaci ciepła, określona wzorem: {\displaystyle P=U_{IO}\cdot I_{L},} gdzie {\displaystyle U_{IO}} to różnica napięć między wejściem a wyjściem stabilizatora, a IL to prąd płynący przez obciążenie. Stabilizator w małej plastikowej obudowie TO-92 może rozproszyć ok. 500 mW, stabilizator w obudowie TO-220 bez radiatora – około 1 W, stabilizator w obudowie TO-220 z radiatorem – od 5 do 30 W, w zależności od rezystancji termicznej między strukturą a obudową i rezystancji termicznej radiatora[3].
- Sprawność energetyczna – stosunek mocy oddawanej do odbiornika do mocy pobieranej ze źródła zasilania. Sprawność jest wyrażana w procentach i określana wzorem:
{\displaystyle \eta ={\frac {P_{out}}{P_{in}}}\cdot 100\%={\frac {U_{out}\cdot I_{out}}{U_{in}\cdot I_{in}}}\cdot 100\%}[1].
Stabilizatory liniowe charakteryzują się generalnie niska sprawnością energetyczną. Sprawność stabilizatorów szeregowych jest zależna od napięcia wejściowego i wyjściowego stabilizatora i spada wraz ze wzrostem różnicy tych napięć. W przypadkach gdy różnica ta nie jest duża – sprawność może osiągać wysokie wartości.
- Prąd spoczynkowy stabilizatora – prąd pobierany przez sam stabilizator. Zazwyczaj wynosi od 3 do 6 mA, ale w przypadku starszych stabilizatorów LDO przy małej różnicy napięć między wejściem a wyjściem UIO prąd spoczynkowy może wzrastać do 100 mA. Przykładem jest stabilizator L4940, w którym szeregowym elementem regulacyjnym jest tranzystor PNP, potrzebujący znacznego prądu bazy dla osiągnięcia małego napięcia nasycenia UCE. W stabilizatorach LDO nowszej generacji elementem regulacyjnym jest tranzystor polowy MOSFET P, dzięki czemu prąd spoczynkowy jest stały i wynosi kilka do kilkudziesięciu mikroamperów[3].

## Stabilizatory impulsowe napięcia (prądu) stałego
Stabilizator impulsowy składa się z impulsowego układu przekazywania energii (stopnia mocy) oraz układu regulacyjnego (sterującego). Stabilizatory impulsowe utrzymują na wyjściu średnią wartość napięcia na zadanym poziomie poprzez okresowe włączanie i wyłączanie elementu przełączającego (kluczującego). Napięcie z elementu kluczującego jest filtrowane, w wyniku czego uzyskuje się napięcie o wymaganych parametrach. Stabilizatory tego typu charakteryzują się dużą sprawnością energetyczną (70–90%), niemal niezależną od różnicy napięcia wejściowego i wyjściowego. Ich konstrukcja wymaga zazwyczaj stosowania elementów dyskretnych w postaci indukcyjności oraz kondensatorów. Ponadto ze względu na sposób działania, mogą wprowadzać zakłócenia. Stabilizatory impulsowe są stosowane w układach o większej mocy (od kilku watów wzwyż) oraz w układach, w których występuje duża różnica między napięciem wejściowym a wyjściowym.
W roli stopni mocy stabilizatorów impulsowych napięcia stałego bez izolacji galwanicznej wykorzystywane są głównie następujące topologie nieizolowanych przekształtników DC/DC:
- obniżające (buck, step-down) – o napięciu wyjściowym niższym od wejściowego,
- podwyższające (boost, step-up) – o napięciu wyjściowym wyższym od wejściowego,
- zmieniające polaryzację napięcia wyjściowego.

Izolowane galwanicznie stabilizatory impulsowe zawierające transformator zasilany napięciem kluczowanym, są nazywane przetwornicami napięcia i są stosowane w układach zasilania sprzętu elektronicznego, w tym w zasilaczach komputerów.